# Sternula balaenarum
Sternula balaenarum là một loài chim trong họ Laridae.